# Charles, Duce de Berry (1686-1714)
Charles de France, Duce de Berry, (Charles de France, duc de Berry), (31 iulie 1686 – 5 mai 1714) a fost nepot al regelui Ludovic al XIV-lea al Franței. Deși el a fost doar un nepot al lui Ludovic al XIV-lea, Berry a avut loc rangul de Fils de France ("fiu al Franței"), mai degrabă decât petit-fils de France ("nepot al Franței"), ca fiu al Delfinului, moștenitor al tronului. Ducele de Berry a fost timp de șapte ani moștenitor prezumtiv la tronul Spaniei (1700-1707). El a fost un membru al Casei de Bourbon.
1. ↑  Autoritatea BnF, accesat în 10 octombrie 2015